# Bänderrennen
Das Bänderrennen ist ein Wettbewerb, der zu Pferde stattfindet. Dabei bilden zwei Reiter ein Paar. Jeder Reiter hält ein Band, meist aus Krepppapier, mit der einen Hand fest, mit der anderen hält er die Zügel. Auf dem entsprechenden Reitplatz sind Hindernisse aufgebaut, die beide Reiter mit ihren Pferden bewältigen müssen, ohne dass das Band reißt.
Es handelt sich hierbei um einen Wettbewerb, der in Deutschland nicht in der Leistungsprüfungsordnung vorgesehen ist, sondern nach der breitensportlich orientierten Wettbewerbsordnung (WBO) der FN durchgeführt wird.